# 新清水站

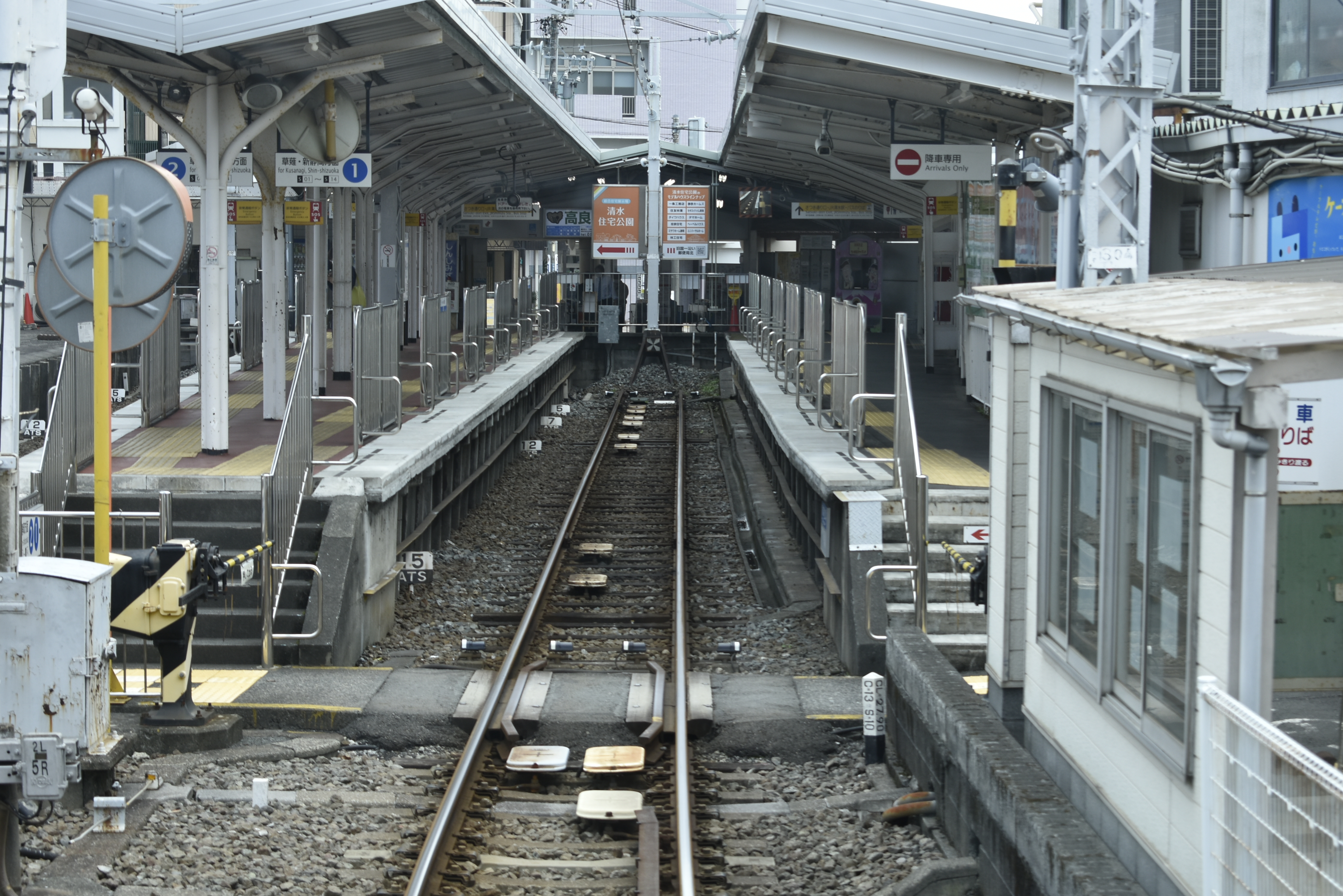
列車進站（2020年10月）

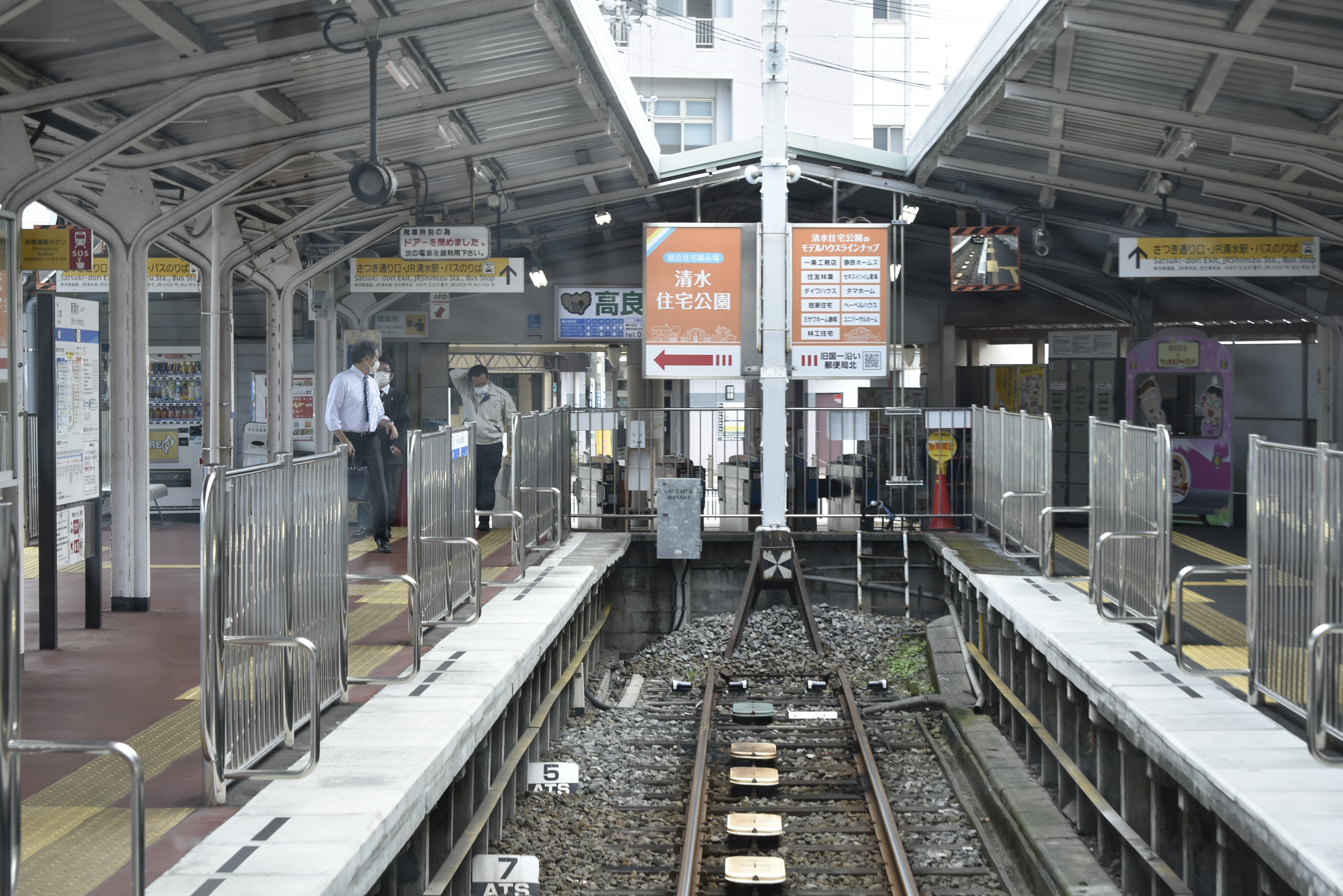
列車到達車站（2020年10月）

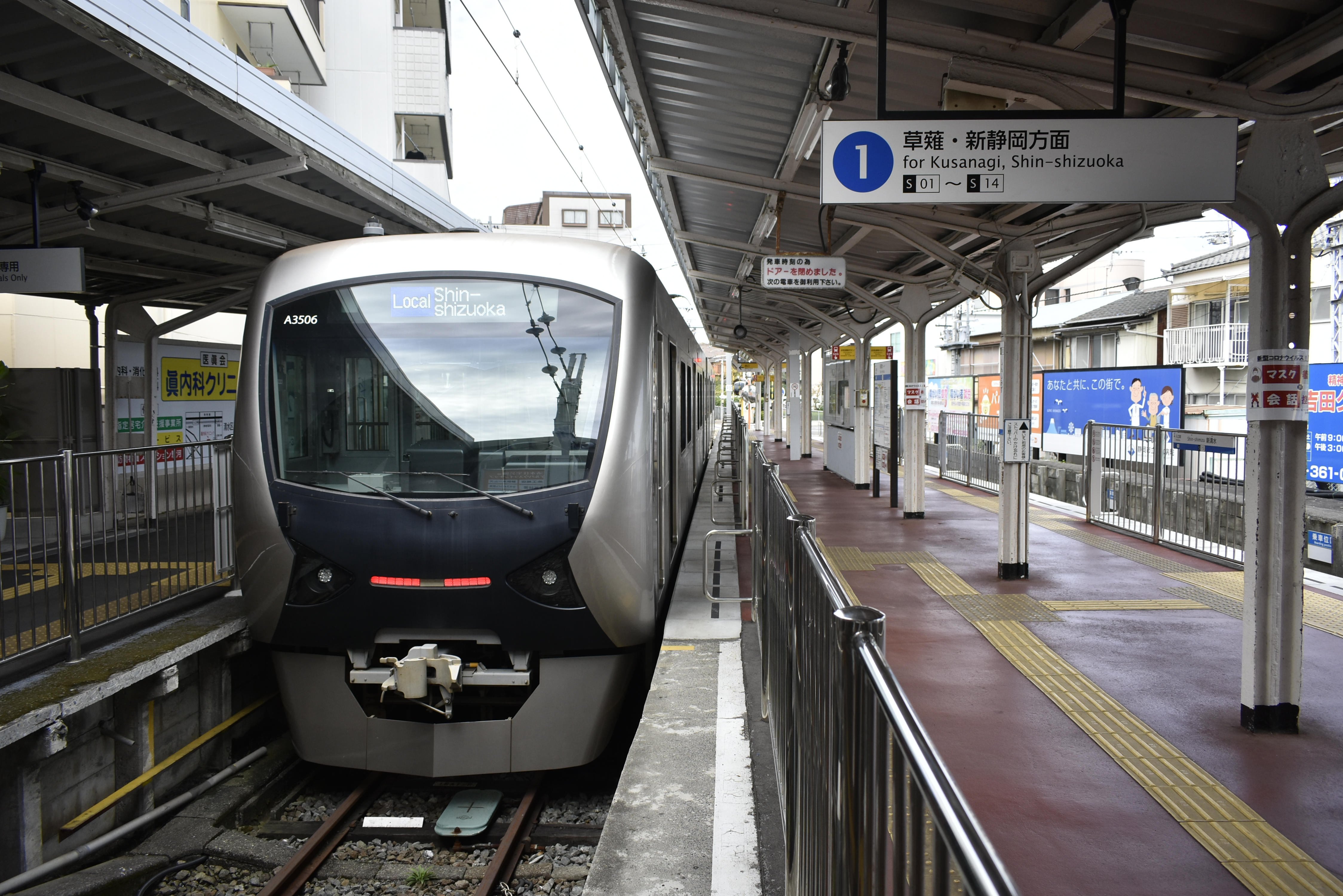
月台（2020年10月）

新清水站（日语：／ Shin-shimizu eki */?）是位於靜岡縣靜岡市清水區相生町，靜岡鐵道的靜岡清水線車站。車站編號為S15。為靜岡清水線終點站。
在1975年前，站前設有靜岡鐵道的電車（靜岡鐵道清水市內線）行走。

## 歷史
- 1908年（明治41年）
  - 5月18日 - 靜岡鐵道（舊）辻村站啟用。此站至清水町（後來為波止場站）之間開通。
  - 8月 - 公司合併成為大日本軌道（日语：大日本軌道）車站。
  - 12月9日 - 鷹匠町（現時：新靜岡）至此站之間開通。
- 1918年（大正7年）
  - 此站至波止場之間廢止。
  - 日期不明 - 改名為江尻新道站
- 1919年（大正8年）5月1日 - 公司轉讓至駿遠電氣，成為駿遠電氣車站。
- 1923年（大正12年）3月12日 - 公司改名為靜岡電氣鐵道。
- 1933年（昭和8年）3月29日 - 改名為清水相生町站。
- 1943年（昭和18年）5月1日 - 公司合併，成為靜岡鐵道車站。
- 1954年（昭和29年）10月1日 - 改名為新清水站。
- 1992年（平成4年）9月1日 - 設置自動閘機（日语：自動改札機）[1]。

## 車站構造
車站是一座地面車站，設有3面2線的港灣式月台。1、2號月台是乘車專用的島式月台。曾經在2號月台和3號月台（該路軌曾經連接電車清水市內線，現時清水市內線已經廢止）之間設有島式月台，現時也是這個模樣。此站曾經設有留置線，其架空電纜長久以來還存在，直至近年撤走。清水市內線的聯絡線可連接站前道路往橫砂站方向和港橋站方向，形成一個三角線。該聯絡線上沒有直通運輸班次，而用作清水市內線的電車經聯絡線前往長沼站的車廠，以及夜間停泊之用。此站設有較大的閘口（正面出口）和靠近新靜岡一方連接市道的小型閘口（巴町出口）。
在列車進站前，需要經過一個急彎，速度限制為25km/h。曾經在車站西邊平交道位置設有雙向渡線，由於現在行走中的1000系電動列車車身問題使不能使用上述雙向渡線。因此現時渡線遷移至在巴川橋樑靠近新靜岡一方。而列車進入新清水站前，需要在鐵橋前方的信號等待才可進站。而事實上，當通過巴川西邊的渡線後，雙路軌均為單線並行區間。在列車通過急彎時，由於路軌與車輪會發生巨大聲響，為了減低騷音，路線上會設有灑水裝置，後來由於這措施成效不理想，因而撒去。靜岡鐵道協助拍攝的電影「Be-Bop-Highschool (第一套)」中，列車在巴川橋進行特技拍攝。

### 月台
| 月台 | 路線        | 上下行            | 方向                         |
| ---- | ----------- | ----------------- | ---------------------------- |
| 1    | ●靜岡清水線 | -                 | 草薙、新靜岡方向（下車月台） |
| 2    | ●靜岡清水線 | -                 | 草薙、新靜岡方向（乘車月台） |
| 3    | -           | □（舊清水市內線） |                              |

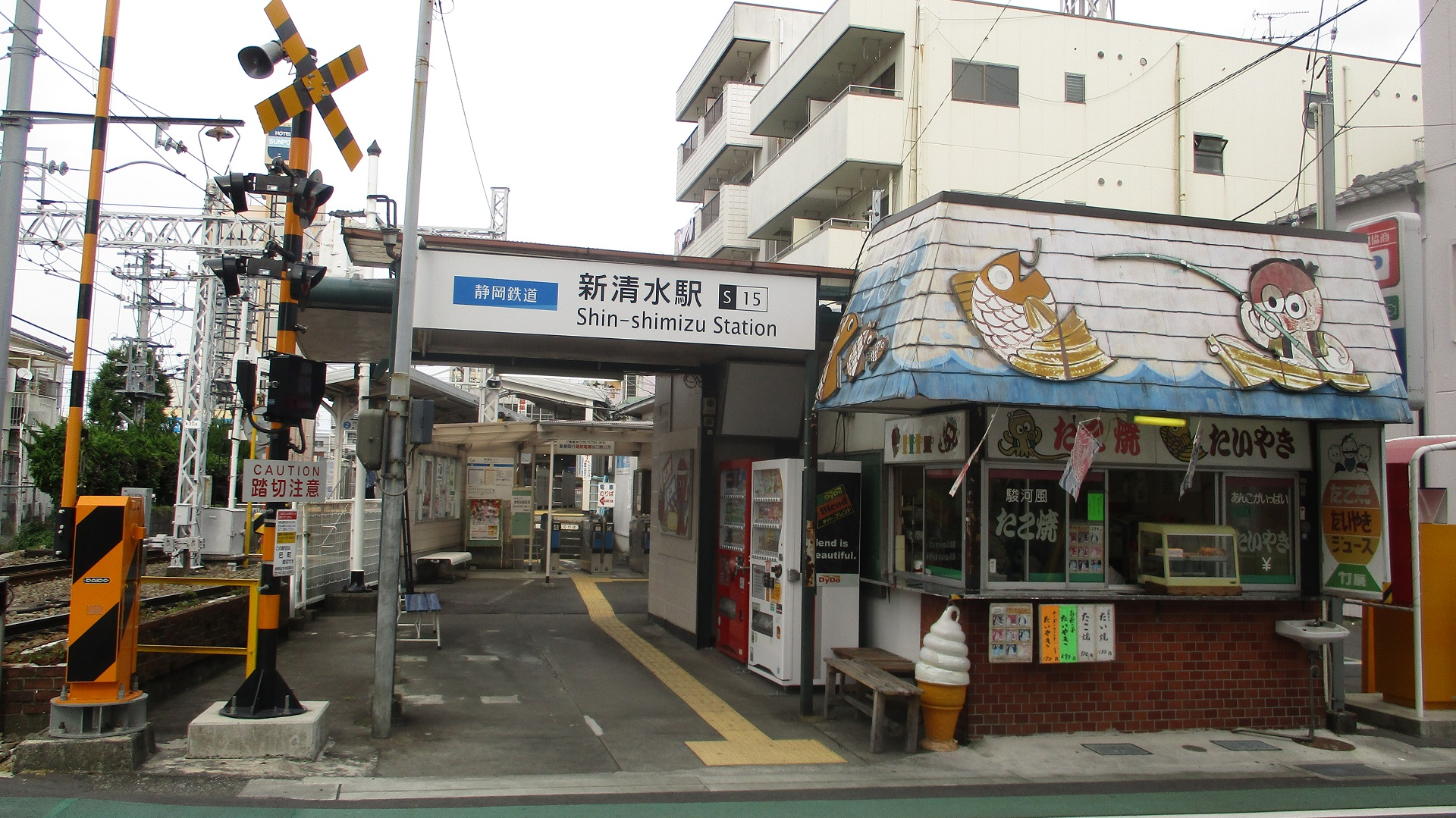
巴町出口（2016年6月）
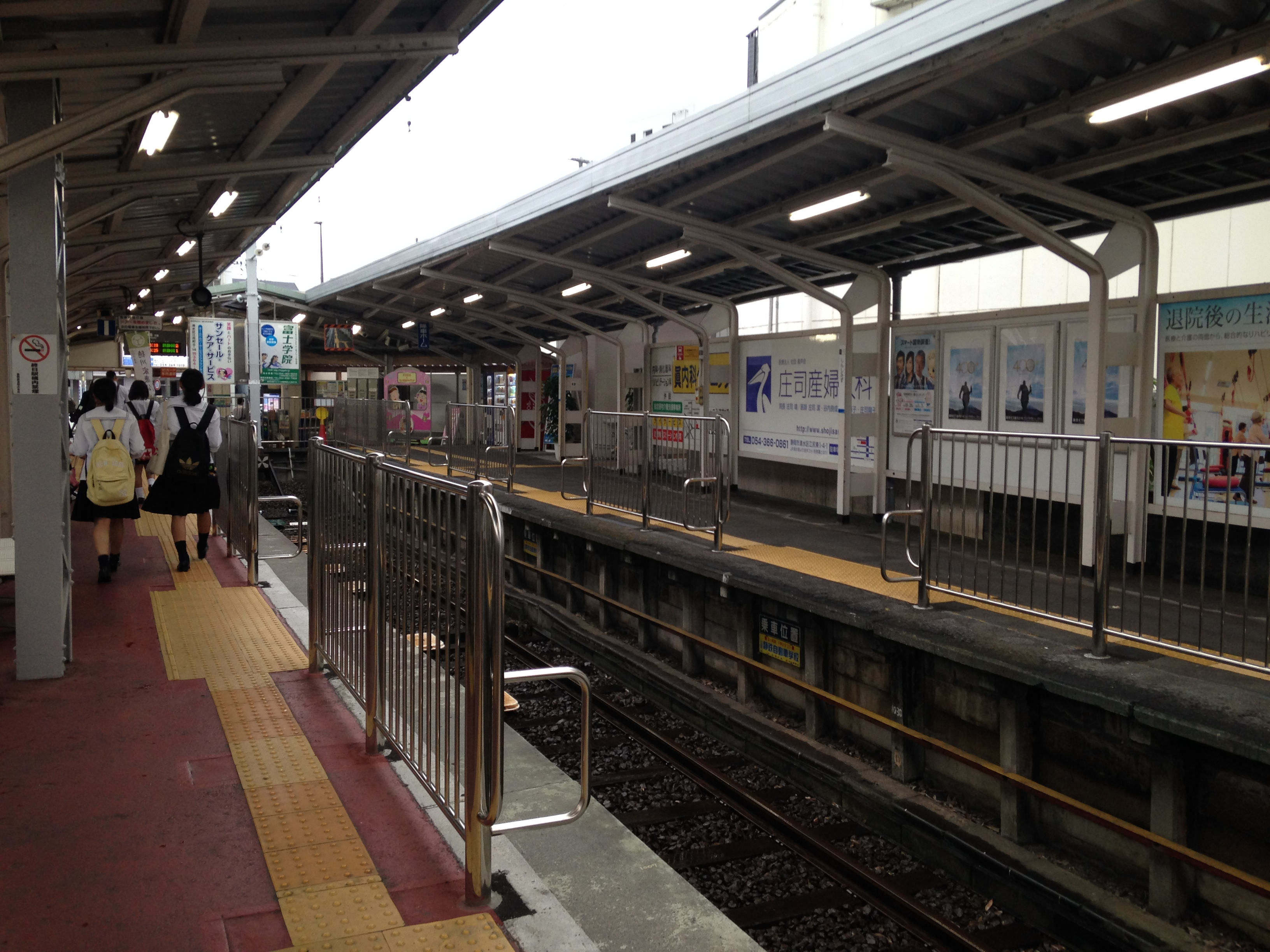
月台（2015年9月）
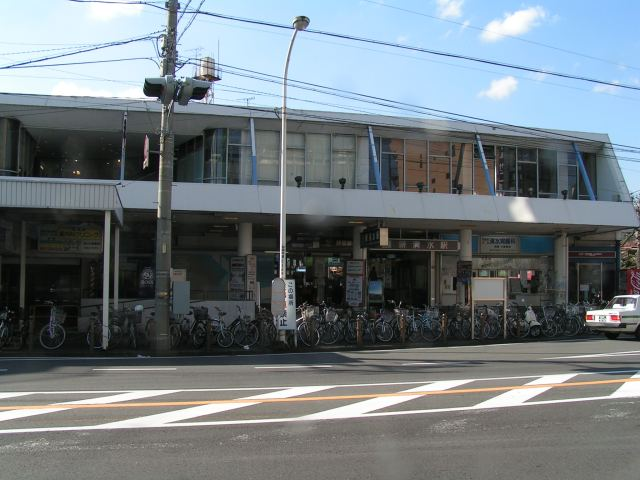
2005年11月17日的新清水站

## 使用狀況
此站是位於舊清水市（現靜岡市清水區）中心，設有轉乘前往東海道本線清水站的乘客。
根據「靜岡市統計書」，2018年度一日平均乘車人次為3,031人，下車人次為3,361人。以上落人次比較，於靜岡清水線15座車站中排名第3。以下為近年上落人次列表：
| 年度               | 1日平均上落人次 | 1日平均上落人次 | 1日平均上落人次 |
| 年度               | 上車人次        | 落車人次        | 合計            |
| ------------------ | --------------- | --------------- | --------------- |
| 2002年（平成14年） | 3,380           | 3,963           | 7,343           |
| 2003年（平成15年） | 3,508           | 4,143           | 7,651           |
| 2004年（平成16年） | 3,533           | 4,233           | 7,766           |
| 2005年（平成17年） | 3,243           | 3,619           | 6,862           |
| 2006年（平成18年） | 3,492           | 4,229           | 7,721           |
| 2007年（平成19年） | 3,457           | 4,172           | 7,629           |
| 2008年（平成20年） | 3,282           | 3,305           | 6,587           |
| 2009年（平成21年） | 3,076           | 3,087           | 6,163           |
| 2010年（平成22年） | 3,558           | 3,535           | 7,093           |
| 2011年（平成23年） | 3,543           | 3,706           | 7,249           |
| 2012年（平成24年） | 3,501           | 3,803           | 7,304           |
| 2013年（平成25年） | 3,092           | 3,502           | 6,594           |
| 2014年（平成26年） | 3,072           | 3,439           | 6,511           |
| 2015年（平成27年） | 3,004           | 3,380           | 6,384           |
| 2016年（平成28年） | 3,033           | 3,392           | 6,425           |
| 2017年（平成29年） | 3,039           | 3,383           | 6,422           |
| 2018年（平成30年） | 3,031           | 3,361           | 6,392           |

## 車站周邊
- 靜岡市政廳清水廳舍·清水區公所（日语：静岡市役所#清水庁舎）
- 清水站（步行約10分鐘）
- 秀英預備校（日语：秀英予備校）清水總部校

## 巴士路線
此站附近設有靜鐵Justline巴士路線停靠。路線名稱前的數字是路線編號。
站前設有前往S-PULSE DREAM PLAZA的免費接駁巴士。在車站向南步行100米處便到達乘車專用巴士站。
1號乘車處
- 250 三保山之手線（日语：しずてつジャストライン西久保営業所#三保山の手線） 清水站、橫砂、興津站、但沼方向

2號乘車處
- 236 市立醫院線（日语：しずてつジャストライン西久保営業所#市立病院線） 清水站方向
- 212 山原梅蔭寺線（日语：しずてつジャストライン西久保営業所#山原梅蔭寺線） 清水站、山原、靜鐵車廠方向
- 高速バス清水Liner（日语：しずてつジャストライン西久保営業所#東京清水線（しみずライナー）） 東京站方向

3號乘車處
- 226・227・232 山原梅蔭寺線（日语：しずてつジャストライン西久保営業所#山原梅蔭寺線） 梅蔭寺、忠靈塔、久能山下方向
- 224 港南線（日语：しずてつジャストライン西久保営業所#港南線） 忠靈塔方向
- 236 市立醫院線（日语：しずてつジャストライン西久保営業所#市立病院線）　靜岡市立清水醫院（日语：静岡市立清水病院）方向
- 257 三保山之手線（日语：しずてつジャストライン西久保営業所#三保山の手線）　折戶車廠、世界遺產三保松原 神之道入口、三保車廠、東海大學三保水族館（日语：東海大学海洋科学博物館）方向
- 清水港（日之出中心）方向

## 相鄰車站
靜岡鐵道
 S  靜岡清水線
■通勤急行、■急行、■普通
櫻橋（S13）－新清水（S15）
■普通
入江岡（S14）－新清水（S15）

## 注腳
1. ↑  . 交通新聞 (交通新聞社). 1992-09-04: 1 （日语）.
2. 1 2  月台方向表示採用靜鐵官方網站中此站的「時間表」為準
3. ↑  静岡市統計書 （页面存档备份，存于）（日語） - 靜岡市

## 外部連結
- 時間表、沿線資訊 - 新清水站 （页面存档备份，存于）（日語） - 靜鐵集團